# Setiostoma argyrobasis
Setiostoma argyrobasis är en fjärilsart som beskrevs av W. Donald Duckworth 1971. Setiostoma argyrobasis ingår i släktet Setiostoma och familjen plattmalar. Inga underarter finns listade i Catalogue of Life.